# 크리에이츠
주식회사 크리에이츠(영어: Creatz)는 2009년 9월 1일에 설립된 대한민국의 골프 제품 제조업체로, 골프 론치 모니터와 스크린 골프 장비 등을 주력 제품으로 생산하고 있다.

## 역사
2024년 엔에이치기업인수목적20호(NH스팩20호)와 합병해 우회 상장할 계획이였으나 고평가 논란이 있어서 상호 협의 뒤 합병 계약을 해제하였다. 지분 약 9.5%를 보유한 UTC인베스트먼트가 투자기구의 청산을 앞두고 있어서 주관사를 삼성증권으로 교체한 후 직상장을 추진하고 있다.